# 遵义市第四中学保校运动
贵州省遵义市第四中学保校运动是2014年5月12日至14日于遵义四中发生的一场因遵义市政府开发遵义会议景区严重影响学校发展导致的遵义四中师生集体抗议活动，并引发了媒体的广泛关注。

## 事件起因
- 2012年2月，遵义市政府在遵义市新蒲经济管理区规划遵义四中新蒲校区为遵义四中分校区[1]，校区规划面积为400亩（不含教师公寓）。
- 2012年12月，遵义市政府欲在2013年9月将遵义四中本在石龙路校区就读的2014届、2015届学生整体迁至新蒲校区，引发学生家长大面积抗议，并向贵州省政府反应情况，使得搬迁计划作废。
- 2013年6月，遵义四中在各初中中考志愿填报宣传中表示2016届学生将有6个班级在石龙路校区就读，其余在新蒲校区就读[2]。
- 2013年7月，遵义四中新蒲校区建成，校区面积缩减至227亩。
- 2013年9月，应遵义市政府要求，遵义四中新蒲校区正式启用并迎来遵义四中2016届学生，石龙路校区不设班级。引发大批成绩优秀学生转学至遵义市航天中学，遵义县第一中学。
- 2014年初，遵义四中教师正式向遵义市政府相关部门反映新蒲校区面积严重缩水，导致学校操场面积过小，学生活动面积不够；新蒲校区交通不便，仅有一个班次的公交车来往；经常性断水，甚至导致部分学生使用学校景观池水致皮肤过敏等问题。同时根据同样整体搬迁的贵阳一中的生源保护政策，要求对于遵义四中的优质生源进行保护，避免出现2016届的优质生源严重流失。

## 抗议过程
- 2014年5月12日，因遵义四中新蒲校区建筑面积从400亩缩减至227亩，学校建筑质量，所属地区水电等基础设施不完善等问题[3]，遵义四中教师在不影响正常教学的前提下[4]开展静坐抗议政府为开发老城区旅游不惜牺牲遵义四中百年老校，学生也纷纷在课间走出教室，支持抗议活动。[5]。

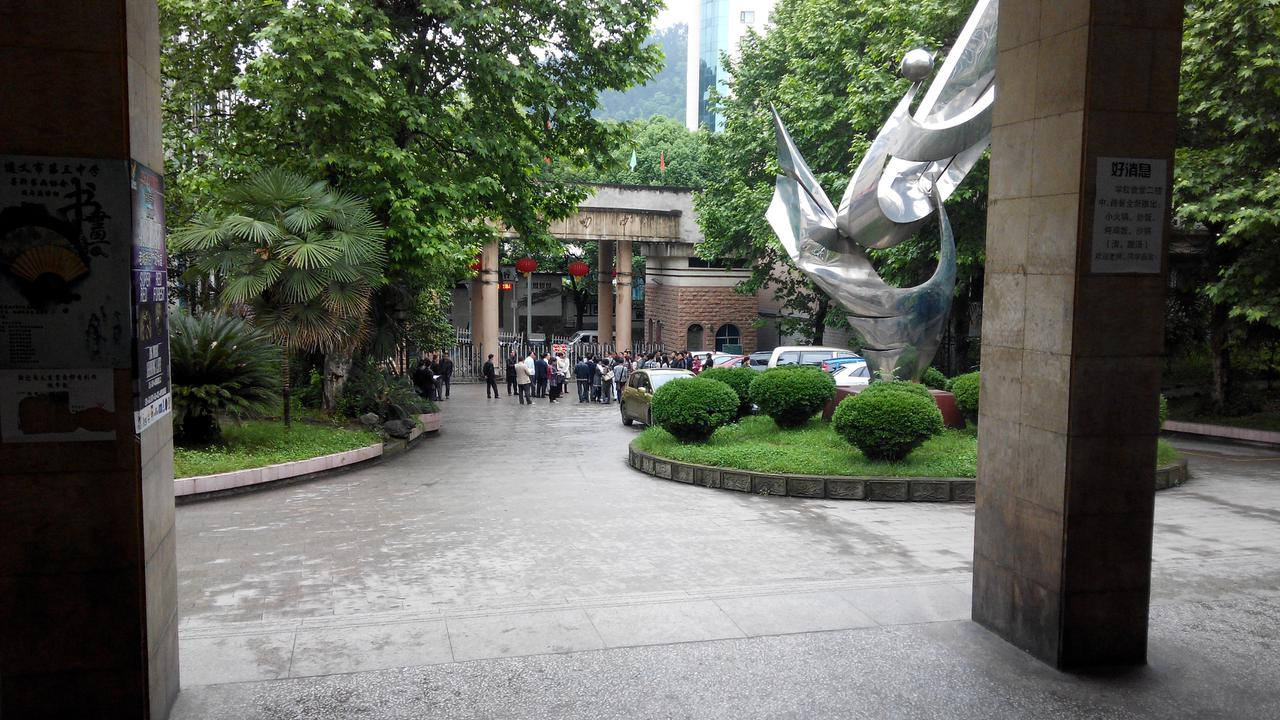
早上8点，教师在校门集合

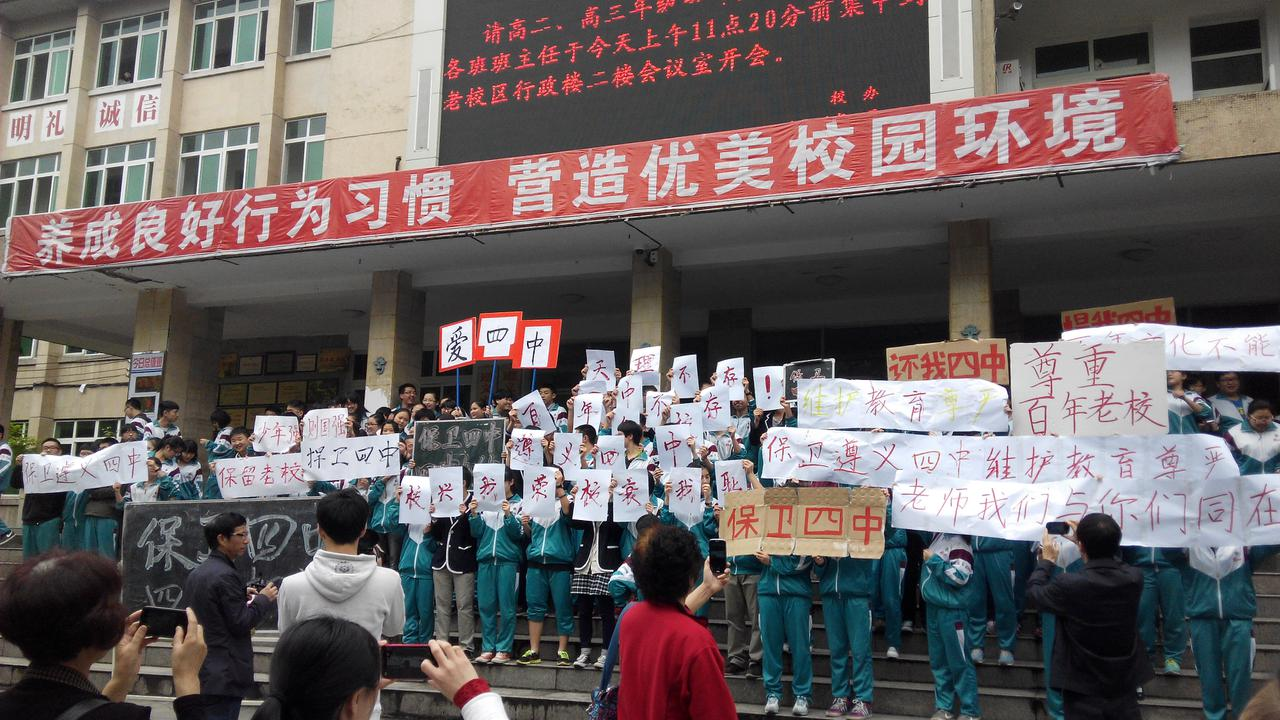
课间时间，学生在教学楼前声援老师抗议活动

- 13日，因校长杜方荣与教师言辞激烈冲突，出现校长与教师互相下跪的情况，引发了舆论的广泛关注[6]。
- 14日，遵义市政府各部门人员组成工作组进驻遵义四中开展工作[7]。

## 抗议结果
- 2014年6月底，遵义四中2014届高考取得优异成绩，罗起飞成为贵州省高考理科裸分状元，高考一本上线率超过80%。
- 2014年7月，遵义市教育局加强中考志愿填报监管力度，严格执行志愿提档要求，防止了遵义四中优秀生源的流失。
- 2014年7月，遵义四中原校长杜方荣，校党委书记任炳胜调任遵义师范学院，校长一职由原赤水一中校长张志奎担任[8][9]。
- 2014年12月，据该校教师透露，石龙路校区将由遵义市教育局与西南大学合作共建遵义市西南大学附属中学，不做旅游开发使用。
- 2015年1月，遵义四中接受省级一类示范性高中考核并有望成为遵义第一所省级一类示范高中。